# اچ‌آر ۴۵۲۳
اچ‌آر ۴۵۲۳ یک ستاره است که در صورت فلکی قنطورس قرار دارد.